# Tiểu Cần, Vĩnh Long
Tiểu Cần là một xã thuộc tỉnh Vĩnh Long, Việt Nam.
Trước ngày 16 tháng 6 năm 2025, Tiểu Cần là thị trấn huyện lỵ của huyện Tiểu Cần, tỉnh Trà Vinh. 

## Địa lý
Xã Tiểu Cần có vị trí địa lý:
- Phía đông giáp xã Tập Ngãi.
- Phía tây giáp xã Phong Thạnh.
- Phía nam giáp xã Tân Hòa và Hùng Hòa.
- Phía bắc giáp xã Tân An.

Xã Tiểu Cần có diện tích 49,73 km², dân số năm 2025 là 34.150 người, mật độ dân số đạt 686 người/km².

## Hành chính
Thị trấn Tiểu Cần được chia thành 5 khóm: 1, 2, 4, 5, 6.

## Lịch sử
Ngày 29 tháng 8 năm 1994, Chính phủ ban hành Nghị định số 99-CP về việc thành lập thị trấn Tiểu Cần trên cơ sở điều chỉnh một phần diện tích và dân số của xã Tiểu Cần.
Ngày 15 tháng 10 năm 2019, HĐND tỉnh Trà Vinh ban hành Nghị quyết số 157/NQ-HĐND về việc:
- Sáp nhập một phần khóm 1 vào khóm 4
- Sáp nhập khóm 3 vào một phần khóm 1.

Ngày 2 tháng 10 năm 2020, Bộ Xây dựng ban hành Quyết định số 1298/QĐ-BXD về việc công nhận thị trấn Tiểu Cần mở rộng (gồm thị trấn Tiểu Cần và một phần các xã Hiếu Tử, Phú Cần, Tân Hòa, Tân Hùng) là đô thị loại IV.
Ngày 16 tháng 6 năm 2025, Ủy ban Thường vụ Quốc hội ban hành Nghị quyết số 1687/NQ-UBTVQH15 về việc sắp xếp các đơn vị hành chính cấp xã của tỉnh Vĩnh Long năm 2025. Theo đó, sắp xếp toàn bộ diện tích tự nhiên, quy mô dân số của thị trấn Tiểu Cần và các xã Phú Cần, Hiếu Trung thành xã mới có tên gọi là xã Tiểu Cần.
Sau khi sáp nhập, xã Tiểu Cần có 49,73 km² diện tích tự nhiên và dân số 34.150 người.

## Xã hội
Thị trấn có hệ thống giáo dục khá hoàn thiện với hệ thống các trường học từ Tiểu học đến Trung học phổ thông.

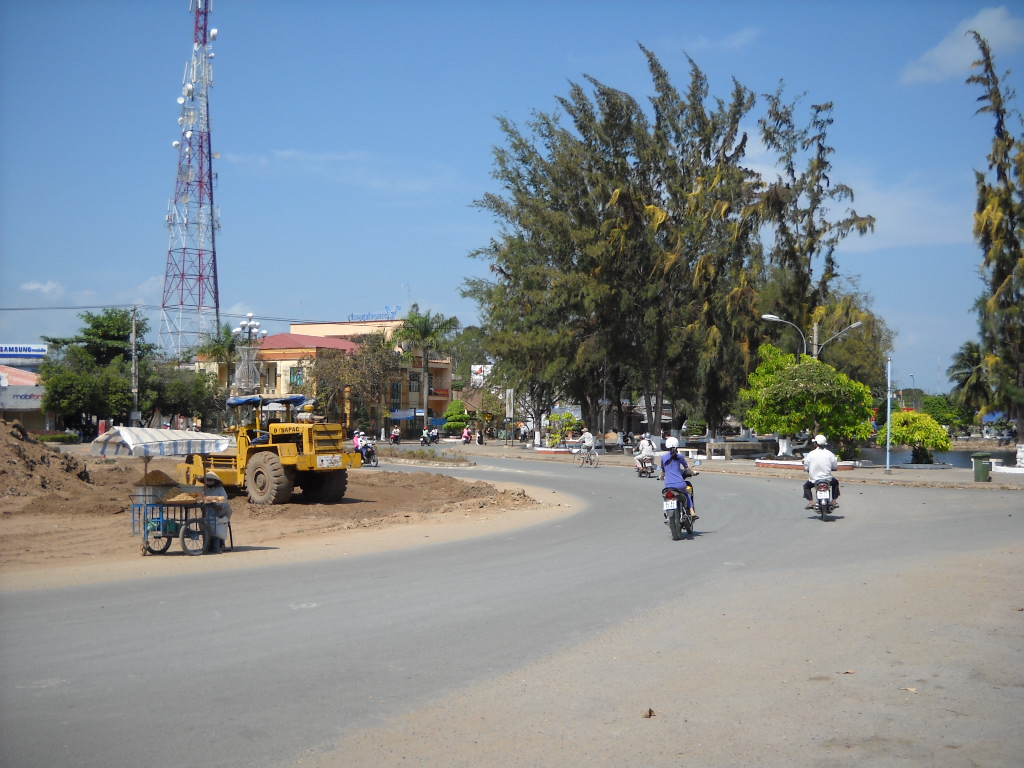
Một góc thị trấn Tiểu Cần

- Trường THPT Tiểu Cần
- Trường PTDTNT THCS THPT Tiểu Cần
- Trường THCS TT Tiểu Cần
- Trường Tiểu học TT Tiểu Cần.

## Giao thông
Địa bàn thị trấn có Quốc lộ 60, Quốc lộ 54 đi qua. Ngoài ra còn có một số tuyến đường chính: 30/4, Trần Hưng Đạo, Nguyễn Huệ, Nguyễn Văn Trỗi, Lê Văn Tám, Võ Thị Sáu, Trần Phú,...